# Martin Sec
La Martin Sec est une variété ancienne  de poire à cuire, de première qualité pour la compote, le raisiné et les conserves.

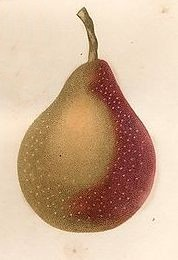
Martin-Sec, aquarelle issue du Verger français d'Alphonse Mas.

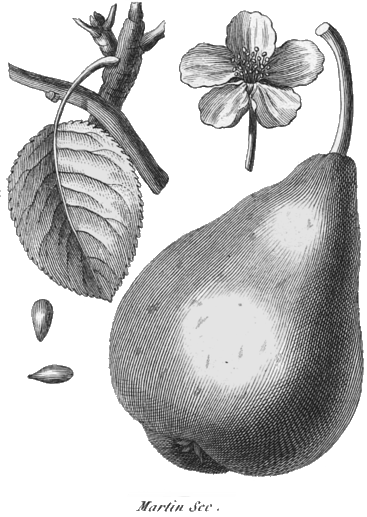
Dans le Cours d'agriculture de François Rozier.

## Synonymes
- Poire de Martin-Sec,
- Poire de Saint-Martin,
- Martin-Sec de Champagne,
- Martin-Sec de Provins,
- Rousselet d'Hiver, synonymie controversée (voir André Leroy, p. 594, Poires, tome 2),
- Martin-Sec d'Hiver,
- Saint-Martin,
- Bec d'Oie (par erreur)[1].

## Origine
Elle est cultivée en France depuis au moins quatre siècles nous dit André Leroy. Dès 1530, Charles Estienne, de Paris, la mentionnait dans son Seminarium et plantarium fructiferarum... "Les poires de Saint-Martin, observait-il, sont ainsi nommées parce qu'on les récolte et qu'on les voit mûrir vers l'époque où on fête ce saint ; elles possèdent un goût agréable, leur chair est assez ferme, mais on les mange presque toujours cuites". (page 69).
De 1530 à 1650, leur nom fut modifié : on les appela poires de Martin-Sec ; et le qualificatif SEC vint sans doute de la nature cassante et peu juteuse de leur chair, ou de ce qu'assez généralement on en fait des confitures sèches. Quant au lieu dont elles sont sorties, Merlet nous l'indique en 1675, lorsqu'il dit, page 104 de son Abrégé des bons fruits : « Le Martin-Sec de Provins ou de Champagne est une poire plus longue que ronde, fort colorée..., des plus estimées et qui se mange pendant trois mois. »

## Description

### Arbre
Son bois est assez fort.
Les rameaux nombreux, érigés au sommet, étalés à la base, sont longs et de grosseur moyenne, peu coudés, rouge ardoisé, finement et clairement ponctués, aux coussinets saillants.
Les yeux sont très petits, coniques, pointus, écartés du bois, ayant les écailles mal soudées.
L'arbre a des feuilles petites mais des plus abondantes, elliptiques-arrondies, légèrement acuminées, relevées en gouttière, faiblement dentées, à pétiole court, peu fort et non stipulé.
Sa fertilité est extrême.
Il est vigoureux et fait des pyramides régulières, touffues et assez hautes ; l'écusson se développe tardivement, peu importe sur quel sujet on ait greffé ce poirier, auquel le cognassier convient aussi bien que le franc.

### Fruit
Grosseur moyenne ou au-dessous de la moyenne.
Forme turbinée plus ou moins régulière et obtuse, souvent assez étranglée près du sommet, qui parfois est mamelonné.
Pédoncule : long ou très-long, grêle, renflé au point d'attache, obliquement ou verticalement inséré à fleur de fruit ou dans une dépression prononcée où le comprime une forte gibbosité.
Œil grand, toujours très ouvert, peu enfoncé, parfois saillant, entouré de bosses ou de côtes.
Peau roux clair et jaunâtre, entièrement couverte de points gris et largement carminée sur la face qui regarde le soleil.
Chair blanchâtre, demi-fine, très cassante, quelque peu pierreuse au centre.
On la récolte vers la Saint-Martin, aux environs du 11 novembre, d'où son nom.

#### Goût du fruit
Son eau est rarement abondante. Par contre, elle se révèle sucrée, à saveur légèrement anisée.
Cette poire est de troisième qualité pour le couteau, première pour la compote, les conserves et le raisiné.
En Italie, les poires au vin rouge Martin Sec (Pere al vino rosso Martin sec)  sont particulièrement appréciées.

## Culture

### Complément d'informations
« On recommande souvent de ne cueillir le Martin-Sec qu'aux premières gelées. C'est une bonne chose pour lui donner une chair moins cassante, mais il ne faut pas oublier qu'en le laissant si longtemps sur l'arbre, il devient à peu près impossible de lui voir atteindre son point d'extrême maturité : le mois de février.
Nous [Leroy] avons consacré dans notre tome Ier, un assez long article à la poire Bec-d'Oie, ou Martin-Sec de Bourgogne, confondue fréquemment avec la variété ici décrite, nous y renvoyons le lecteur afin d'éviter toute répétition ».